# Anathallis limbata
Anathallis limbata är en orkidéart som först beskrevs av Célestin Alfred Cogniaux, och fick sitt nu gällande namn av Carlyle August Luer. Anathallis limbata ingår i släktet Anathallis och familjen orkidéer. Inga underarter finns listade i Catalogue of Life.